# Kristályváros
A Kristályváros (angolul: The Crystal City) Orson Scott Card amerikai író alternatív történelem / fantasy regénye. Ez a Card Teremtő Alvin meséi sorozat hatodik könyve, és Alvin Millerről, egy hetedik fiú hetedik fiáról szól .

## Cselekvény
|  | Alább a cselekmény részletei következnek! |

Alvin és Arthur egy vendégházban szállnak meg, ahol a vegyes színű gyerekekre Jávorszarvas Apó és Mókus Anyó vigyáz. Az ottlétük alatt, Alvin a fortélya segítségével megtisztítja a helyi kutat a szúnyoglárváktól és a különböző betegségektől. Egy fiatal nő, akit az emberek Halott Marynak hívnak, látja, hogy mit tett, és arra kéri, hogy menjen vele és gyógyítsa a sárgalázban szenvedő édesanyját. Mivel Alvin meggyógyítja, a sárga láz elterjed egész Nueva Barcelonában, megakadályozva a közelgő háborút, amely a rabszolgaság miatt robbant volna ki. Ahogy láz terjed, az emberek Jávorszarvas Apóra és Mókus Anyóra kezdenek gyanakodni, mivel Alvin aki akit csak tudott meggyógyított, a város belsejéből kifelé haladva. Ezután Alvint egy afrikai nő, Nénje, keresi meg, aki azt akarja, hogy segítsen, Nueva Barcelónából, a rabszolgák és a lakóhelyüket elhagyni kényszerült franciák a kimenekítésében. Alvin vonakodva beleegyezik.
Alvin bátyja, Calvin, Alvin felesége, Margaret utasítására a segítségére siet. Miközben Calvin sűrű ködöt állít fel, Alvin a vérével (egy varázslattal, amelyet a Rézbőrű Prófétától, Tenszkva-Tevától tanult) a ponchartraini-tavon átívelő kristályhidat épít. Arthur segít Alvinnek a híd fenntartásában. Miközben észak felé menekülnek, az út menti ültetvényekről élelmet és ellátást vesznek el, és szabadon engedik az utukba eső rabszolgákat. Alvin elmegy Mizzippy túloldalán tartózkodó Tenszkva-Tevához megy, hogy biztonságos áthaladást kérjen a részbőrűek földjén, hogy megmenekülhessenek az őket üldöző sereg elől. Alvin és Tenszkva-Teva a Mizzippy ketté választja a folyót, hogy a Nueva Barcelona-ból érkező emberek száraz lábbal tudjanak átkelni, eközben a tehetetlen üldöző hadsereg nem tehet mást, csak néz. Calvin Jim Bowie-val és Steve Austinnal, elmegy hogy meghódítsa a mexikákat. Margaret elküldi Bizony Coopert, hogy keresse meg Abe Lincoln-t, és kérjen tőle segítséget abban, hogy mit kezdjenek a szökevényekkel, miután elérik a Zajos Folyó területét.
Alvin rájön, hogy Tenszkva-Teva együttműködik Nénjével, hogy egy vulkánkitörést hozzanak létre az egyre fenyegetővbbé váló mexikák alatt. Alvin elküldi Arthurt, hogy elindítsa a kitörést, és figyelmezteti testvérét, Calvint, aki ezt figyelmen kívül hagyja, viszont sikerül elmenekülnie. Bowie és még néhányan elmennek Arthurral. Az emberek a zöld muzsika segítségével haladnak az indián földeken, ami lehetővé teszi nekik, hogy gyorsabb iramban menjenek. Amikor elérik a Noisy River területét, Abe Lincoln és Bizony Cooper úgy döntenek, hogy új megyét hoznak létre, amelyen saját bírákat tudnak állítani, akik nem fogják kiadni a rabszolgákat a tartóiknak. Itt Alvin elkezdi építeni azt a kristályvárost, amelyet látomásában látott. Rájön, hogy nem kell mindenkinek Teremtő képességekkel rendelkeznie, viszont a maga módján hozzájárulhat az építéshez- fák kivágásával, az alapok ásásával stb. De nincs minden rendben. Calvin és Bowie megérkeznek, és úgy döntenek, hogy maradnak.
|  | Itt a vége a cselekmény részletezésének! |

## Külső hivatkozások
- A Kristályváros című regényről Card weboldaláról

## Magyarul
- Kristályváros; ford. Horváth Norbert;  Delta Vision, Bp., 2015 (Teremtő Alvin meséi)

## Fordítás
- Ez a szócikk részben vagy egészben  a   The Crystal City című angol Wikipédia-szócikk ezen változatának fordításán alapul.  Az eredeti cikk szerkesztőit annak laptörténete sorolja fel. Ez a jelzés csupán a megfogalmazás eredetét és a szerzői jogokat jelzi, nem szolgál a cikkben szereplő információk forrásmegjelöléseként.